# MagusTale ～世界樹與戀愛魔法使～
《MagusTale ～世界樹與戀愛魔法使～》（MagusTale ～世界樹と恋する魔法使い～）是日本Whirlpool在2007年11月30日發售的成人遊戲。簡稱。是繼（2006年9月29日發售）之後Whirlpool的第二部作品。而在2008年6月13日發售相關的Fan disc《MagusTale Infinity》。2009年12月24日由GN Software代理發售PlayStation Portable版《MagusTale Eternity ～世界樹與戀愛魔法使～》。2010年7月30日Whirlpool發售兩作的合集《MagusTale W-Pack》。

## 故事簡介
天瀨大樹為了尋找失蹤的父親而與妹妹天瀨小雪說要到佛提亞魔法學園。不料這時候小船被捲進旋渦裡，而漂流到海邊。醒來之後在旁邊躺著一位記憶喪失的少女...。

## 登場人物

### 主要角色
天瀨大樹
本作品的男主角。為了尋找失蹤的父親，打算向小雪報告的途中捲進了旋渦當中，而漂流到一座島嶼。由於他不會使用魔法而不用考魔法考試，而筆試的成績很差，與艾瑪、阿爾伯特並列為「三笨蛋」（但是他在這當中成績最好一個，被兩人視為叛徒）。另一方面他的運動神經非常好，體育成績是優良。由於他擁有的特殊體質的關係，魔法攻擊對它無效。
艾莉西亞·茵法絲（配音員：佐本二厘）
不知道為什麼漂到這座島嶼，記憶喪失的少女。就讀佛提亞魔法學園後成績與雪拉同樣名列前茅。擅長使用所有類型的魔法。
雪拉·芬妮絲·維多利亞（配音員：青山由香里）
擁有異世界的魔法使的血統的少女。就讀佛提亞魔法學園，是學園長的女兒。是個使用魔法的天才，主要擅長使用雷和火焰等的元素魔法。
天瀨小雪（配音員：安玖深音）
比大樹小一個學年的乾妹妹。小時候父母雙亡而被大樹家領養。成績總是在第一名的優等生。主要擅長轉移的魔法。
九條優花（配音員：木村あやか）
大樹等人的前輩，就讀三年級，身材嬌小兒身體虛弱。是個有錢人家的大小姐。平常照顧花壇裡的向日葵。不擅長使用攻擊系魔法，但是她擅長使用治癒系魔法。是個大胃王。
蕾娜·吉米尼斯（配音員：成瀨未亞）
擁有魔法使的血統的女孩子，就讀一年級。與雙胞胎妹妹妮娜比起來，個性活潑好動。擁有強大的魔力，但是她不擅長控制。擅長使用幻燈魔法。
妮娜·吉米尼斯（配音員：風音）
擁有魔法使的血統的女孩子，就讀一年級。與雙胞胎姊姊蕾娜比起來，個性溫柔內向。擁有強大的控制力，但是她的魔力較低。擅長使用幻燈魔法。

### 次要角色
鮑嘉·尼姆巴斯
魔法學園的魔法講師主任。喜歡女孩子，對女學生特別溫和，但是對男學生特別嚴厲（特別是大樹））。
米蓮·薩維斯（配音員：北都南）
魔法學園的講師也是大樹班上的班導師，兼任圖書館的管理員。在魔法世界是屈指可數的歷史學的權威。
艾瑪·葛拉締烏斯（配音員：みすみ）
大樹的同班同學。魔法成績最低級，與不會使用魔法的大樹結為好友。不擅長魔法與念書，但是跟大樹同樣運動神經非常好，在女孩子當中是第一名。
阿爾伯特·克羅利亞（配音員：月黑斗夜）
大樹的同班同學，跟大樹同住一間寢室。成績總是在最低，與大樹是好友。
愛爾塔·芬妮絲·維多利亞（配音員：海原艾利娜）
雪拉的母親，魔法學園的學園長。
賽西兒·阿貝西提亞（配音員：三咲里奈）
住在世界樹的觀測台，神秘的少女。

## 製作人員
- 劇本：大三元、尾之上咲太
- 原畫：てんまそ（日语：てんまそ）、
- 音樂：OdiakeS

## 主題曲
- 片頭曲《to the sky》

作詞：橋本美雪、作編曲：、歌：橋本美雪
- 片尾曲（愛之力）

作詞：yozuca*、作編曲：、歌：yozuca*
- 片尾曲（アリシア トゥルーエンド）：（謝謝）

作詞：YURIA、作編曲：景家淳、歌：YURIA

## 評價
《MagusTale ～世界樹與戀愛魔法使～》在日本美少女游戏与动画相关商品销售网站Getchu.com的2007年11月销量榜上排名第2名。

## 外部連結
- Whirlpool （页面存档备份，存于）（日語）
- MagusTale 〜世界樹與戀愛的魔法使〜 （页面存档备份，存于）（日語）
- MagusTale Infinity （页面存档备份，存于）（日語）
- MagusTale Eternity 〜世界樹與戀愛的魔法使〜（日語）